# Sphecodes veganus
Sphecodes veganus là một loài Hymenoptera trong họ Halictidae. Loài này được Cockerell mô tả khoa học năm 1904.